# ヴィラソロ代数
数学・物理学においてヴィラソロ代数（ヴィラソロだいすう、英語: Virasoro algebra）は、円周上定義される多項式ベクトル場全体の成すリー環の複素化（ヴィット代数）の中心拡大として与えられる無限次元複素リー環で、共形場理論や弦理論において広く用いられる。名称は物理学者のミゲル・ヴィラソロに由来する。

## 定義
ヴィラソロ代数とは交換関係
{\displaystyle [L_{m},L_{n}]=(m-n)L_{m+n}+{\frac {c}{12}}(m^{3}-m)\delta _{m+n,0},\quad [C,L_{n}]=0\quad (\forall n,m)}
を満たす可算無限個の元 {\displaystyle \{L_{n}|n\in \mathbb {Z} \}\cup \{C\}}によって生成されるリー代数である（1/12 という因子は単に慣習的なものである）。ここでの中心元 C はセントラルチャージと呼ばれる。
ヴィラソロ代数は、円周上の多項式ベクトル場全体の成す複素ヴィット環の中心拡大である。円周上の実多項式場全体の成す実リー環は円周上の微分同相全体の成すリー環の稠密な部分リー環である。
弦理論におけるエネルギー・運動量テンソルは世界面の共形群の生成元すべてを含むので、2つのヴィラソロ代数の直積の交換関係に従う。これは、共形群が前方および後方光円錐の分離微分同相に分解されるからである。世界面の微分同相不変性はエネルギー・運動量テンソルが消えることをも意味している。このことはヴィラソロ制限として知られ、量子化された理論では、すべての状態について成り立つのではなく、物理的な状態（ノルムが正の状態）にだけ成り立つ（グプタ・ブロイラー量子化参照）。

## 表現論

### 最高ウエイト表現
ヴィラソロ代数の最高ウェイト表現とは、
{\displaystyle L_{0}v_{h}=hv_{h},\quad L_{n}v_{h}=0\quad (n\geq 1)}
を満たし、{\displaystyle Cv_{h}=cv_{h}} ({\displaystyle h,c\in \mathbb {C} })
となるようなベクトル {\displaystyle v_{h}} によって生成されるベクトル空間である。このとき {\displaystyle L_{0}} の固有値である複素数 {\displaystyle h} を最高ウェイトと呼び、ベクトル {\displaystyle v_{h}} を最高ウェイト {\displaystyle h} の最高ウェイトベクトルと呼ぶ。（注意：通常、表現と言った場合にはリー代数から {\displaystyle \mathrm {End} (V)} への準同型写像 {\displaystyle \rho } のことであるが、ヴィラソロ代数の表現論においては上記の {\displaystyle v_{h}} によって生成される表現空間 {\displaystyle V} そのものを最高ウェイト表現と呼ぶことが多い。また表現の記号 {\displaystyle \rho } は省略して、よく {\displaystyle \rho (L_{n})v} を {\displaystyle L_{n}v} と表記する。またヴィラソロ代数の元としての {\displaystyle C} とその固有値 {\displaystyle c} とに同じ文字 {\displaystyle c} が使われることもある。）
ヴィラソロ代数の最高ウェイト表現は以下の形のベクトル
{\displaystyle L_{-n_{1}}L_{-n_{2}}\cdots L_{-n_{l}}v_{h}\quad (n_{1}\geq n_{2}\geq \cdots \geq n_{l}>0)}
の線形結合によって張ることができる。またこの形のベクトルがすべて線形独立であるとき、その最高ウェイト表現をヴァーマ加群と呼ぶ。これらのベクトルはすべて {\displaystyle L_{0}} の固有ベクトルであり、その固有値は {\displaystyle h+\sum _{i=1}^{l}n_{i}} である。従って最高ウェイト {\displaystyle h} のヴァーマ加群は {\displaystyle L_{0}}の固有空間によって分解され、固有値 {\displaystyle h+n} ({\displaystyle n\in \mathbb {N} }) の固有空間の次元は {\displaystyle n} の分割数 {\displaystyle p(n)} となる。
またこのときの {\displaystyle n} をその固有空間のレベルと呼ぶ。
最高ウエイトベクトル {\displaystyle v_{h}} によって生成される最高ウエイト表現 {\displaystyle V_{h}} には
以下の条件によって定まる不偏内積 {\displaystyle (\cdot ,\cdot ):V_{h}\otimes V_{h}\rightarrow \mathbb {C} } が定義される：
{\displaystyle (L_{n}w_{1},w_{2})=(w_{1},L_{-n}w_{2}),\quad (v_{h},v_{h})=1,\qquad w_{1},w_{2}\in V_{h}.}
最高ウエイト表現の2つのベクトルはレベルが異なるとき不変内積について直交する。
どの複素数の組 ( {\displaystyle h}, {\displaystyle c} ) についても、既約最高ウェイト表現が一意的に存在する。

### カッツ行列
既約でない最高ウェイト表現はカッツ行列式から求められる。
レベルNのカッツ行列とは、整数 N の分割 {\displaystyle (n_{1},n_{2},\ldots )} と {\displaystyle (n'_{1},n'_{2},\ldots )}
（つまり {\displaystyle n_{1}\geq n_{2}\geq \cdots } となる正整数の有限列）に対して、内積
{\displaystyle (L_{-n'_{1}}L_{-n'_{2}}\cdots v_{h},L_{-n_{1}}L_{-n_{2}}\cdots v_{h})}
を成分にもつ {\displaystyle p(n)\times p(n)} 行列のことで、
その行列式をカッツ行列式という。
ヴィラソロ代数の中心 c を
{\displaystyle c=1-6{(p-q)^{2} \over pq}}
とパラメトライズし、整数r, sに対して
{\displaystyle h_{r,s}(c)={{(pr-qs)^{2}-(p-q)^{2}} \over 4pq}}
と置くと、
カッツ行列式 {\displaystyle \mathrm {det} _{n}} には以下の公式が知られている。
{\displaystyle \mathrm {det} _{N}=A_{N}\prod _{1\leq r,s\leq N}(h-h_{r,s}(c))^{p(N-rs)}.}
（関数 p(N) は分割数であり、AN は定数である）
この公式は Kac (1978) によって主張され（Kac & Raina (1987) も参照）、Feigin & Fuks (1984)において初めて証明された。
{\displaystyle h=h_{r,s}} に対応するヴァーマ加群では、以下に説明する特異ベクトルが存在するため、可約となる。
特に、q/pが正の有理数の場合、無限個の特異ベクトルが存在しそれらの生成する極大部分加群による商をミニマル表現という。
この表現はBelavin (1984) らが研究を始めたミニマル模型に対応する。
この結果は Feigin & Fuks (1984) によってすべての既約最高ウェイト表現の指標を求めるために使われた。

### 特異ベクトル
ヴィラソロ代数の最高ウエイト表現上のベクトル {\displaystyle \chi \neq v_{h}} が特異ベクトルであるとは
{\displaystyle L_{n}\chi =0\quad (n\geq 1)}
となることである。最高ウエイトが {\displaystyle h=h_{r,s}} のとき、ヴァーマ加群はレベル rs に特異ベクトルを持つ。
特異ベクトルが存在するとそれを最高ウエイトベクトルとする部分加群が存在するので、
元の表現の既約性を判定することができる。
また特異ベクトルはヴィラソロ代数を自由場表示することによって、
長方形ヤング図形に対応したジャック多項式に一致することが知られている。

### ユニタリ表現
最高ウェイト表現がユニタリであるとは、内積 {\displaystyle (\cdot ,\cdot )} が正定値となるということである。
実数の固有値 {\displaystyle h}, {\displaystyle c} を持つ既約最高ウェイト表現がユニタリであるのは、
{\displaystyle c\geq 1} かつ {\displaystyle h\geq 0} である場合、若しくは
上の条件 {\displaystyle h=h_{r,s}} にさらに制限を加え {\displaystyle c} が
{\displaystyle c=1-{6 \over m(m+1)}=0,\quad 1/2,\quad 7/10,\quad 4/5,\quad 6/7,\quad 25/28,\ldots }
(m = 2, 3, 4, ...) のいずれかの値をとり、かつ h が
{\displaystyle h=h_{r,s}(c)={((m+1)r-ms)^{2}-1 \over 4m(m+1)}}
(r = 1, 2, 3, ..., m−1; s= 1, 2, 3, ..., r) のいずれかの値をとる場合であり、かつそのときに限る。
このときq=m, p=m+1に対応している。
これらの条件の必要性は Friedan, Qiu & Shenker (1984) によって示され、Goddard, Kent & Olive (1986) がコセット構成あるいはGKO構成（ヴィラソロ代数のユニタリ表現をアフィンカッツ・ムーディリー環のユニタリ表現のテンソル積と同一視する）を用いて十分性を示した。c < 1 を持つユニタリ既約最高ウェイト表現は、ヴィラソロ代数の離散系列表現と総称される。
離散系列表現の最初のほうは以下のように与えられる。
- m = 2: c = 0, h = 0. （自明表現）
- m = 3: c = 1/2, h = 0, 1/16, 1/2. （イジング模型に関連する 3 種類の表現）
- m = 4: c = 7/10. h = 0, 3/80, 1/10, 7/16, 3/5, 3/2. （三重臨界イジング模型に関連する 6 種類の表現）
- m = 5: c = 4/5. （3-状態ポッツ模型に関連する 10 種類の表現）
- m = 6: c = 6/7. （三重臨界 3-状態ポッツ模型に関連する 15 種類の表現）

### 自由場表示
{\displaystyle a_{n}}を交換関係
{\displaystyle [a_{n},a_{m}]=n\delta _{n+m,0}}
を満たすハイゼンベルク代数の生成元とする。
このときヴィラソロ代数の生成元は
{\displaystyle L_{n}={\frac {1}{2}}\sum _{k\in \mathbb {Z} }:a_{n-k}a_{k}:-\alpha (n+1)a_{n}}
と表示することができる。ただし {\displaystyle :\quad :} は正規順序化の記号であり、
ヴィラソロ代数の中心を{\displaystyle c=1-12\alpha ^{2}}とパラメトライズした。

## 一般化
ヴィラソロ代数の超対称的拡大にヌヴ・シュワルツ代数、ラモン代数と呼ばれる2つがある。これらの代数の理論はヴィラソロ代数のそれとよく似ている。
ヴィラソロ代数は、種数 0 のリーマン面上で固定された2点を除いて正則であるような有理型ベクトル場全体の成すリー環の中心拡大である。Krichever & Novikov (1987) はより高い種数のコンパクトリーマン面上で固定された2点の例外を除いて正則であるような有理型ベクトル場全体の成すリー環の中心拡大を発見、また Schlichenmaier (1993) はこれを例外が2点より多い場合に拡張した。

## 歴史
ヴィット環（ヴィラソロ代数から中心拡大を除いたもの）は Cartan (1909) によって発見された。その有限体上の類似物が1930年代にエルンスト・ヴィットによって研究される。ヴィラソロ代数を与えるヴィット環の中心拡大が（正標数の場合に）初めて Block (1966, p. 381) によって発見され、それと独立に Gel'fand & Fuks (1968) によって（標数0の場合が）再発見された。ヴィラソロは1970年、双対共鳴モデルの研究の中でヴィラソロ代数を生成する演算子のいくつかを書き下ろしているが、中心拡大の発見には到っていない。Brower & Thorn (1971, p. 167) によれば、中心拡大がヴィラソロ代数を与えることの物理学における再発見は程なく J. H. Weis によって成されている。

## 関連文献
- Belavin, Alexander; Polyakov, Alexander; Zamolodchikov, Alexander (1984), Infinite conformal symmetry in two-dimensional quantum field theory, Nucl. Phys. B241
- Block, R.E. (1966), On the Mills–Seligman axioms for Lie algebras of classical type, Trans. Amer. Math. Soc. , 121
- Brower, R. C.; Thorn, C. B. (1971), Eliminating spurious states from the dual resonance model., Nucl. Phys. B31
- Cartan, E. (1909), Les groupes de transformations continus, infinis, simples., Ann. Sci. Ecole Norm. Sup. 26, 93-161
- Feigin, B.L.; Fuks, D.B. (1984), Verma models over the Virasoro algebra, L.D. Faddeev (ed.) A.A. Mal'tsev (ed.) , Topology. Proc. Internat. Topol. Conf. Leningrad 1982 , Lect. notes in math. , 1060 ,, Springer
- Friedan, D.; Qiu, Z.; Shenker, S. (1984), Conformal invariance, unitarity and critical exponents in two dimensions, Phys. Rev. Lett. 52
- Gel'fand, I.M.; Fuks, D.B. (1968), The cohomology of the Lie algebra of vector fields in a circle, Funct. Anal. Appl. , 2 Funkts. Anal. i Prilozh. , 2 : 4 (1968) pp. 92–93
- Goddard, P.; Kent, A.; Olive, D. (1986), Unitary representations of the Virasoro and super-Virasoro algebras, Comm. Math. Phys. 103, no. 1
- Kent, A. (12 December 1991), Singular vectors of the Virasoro algebra, Physics Letters B, Volume 273, Issues 1-2,
- Victor Kac (2001), “Virasoro algebra”, in Hazewinkel, Michiel, Encyclopedia of Mathematics, Springer, ISBN 978-1-55608-010-4
- Kac, V.G. (1978), Highest weight representations of infinite dimensional Lie algebras, Helsinki: Proc. Internat. Congress Mathematicians
- Kac, V.G.; Raina, A.K. (1987), Bombay lectures on highest weight representations, World Sci., ISBN 9971503956
- Dobrev, V.K. (1986), Multiplet classification of the indecomposable highest weight modules over the Neveu-Schwarz and Ramond superalgebras, Lett. Math. Phys. 11 & correction: ibid. 13 (1987) 260.
- Krichever, I.M.; Novikov, S.P. (1987), Algebras of Virasoro type, Riemann surfaces and structures of the theory of solitons, Funkts. Anal. Appl. , 21:2
- Dobrev, V.K. (1987), Characters of the irreducible highest weight modules over the Virasoro and super-Virasoro algebras, Suppl. Rendiconti Circolo Matematici di Palermo, Serie II, Numero 14
- Schlichenmaier, M. (1994), Differential operator algebras on compact Riemann surfaces, Generalized Symmetries in Physics, Clausthal 1993 , World Sci, H.-D. Doebner (ed.) V.K. Dobrev (ed.) A.G Ushveridze (ed.)
- Virasoro, M. A. (1970), Subsidiary conditions and ghosts in dual-resonance models, Phys. Rev. , D1
- Wassermann, A. J., Lecture Notes on the Kac-Moody and Virasoro algebras